# Antonio Machado (dichter)

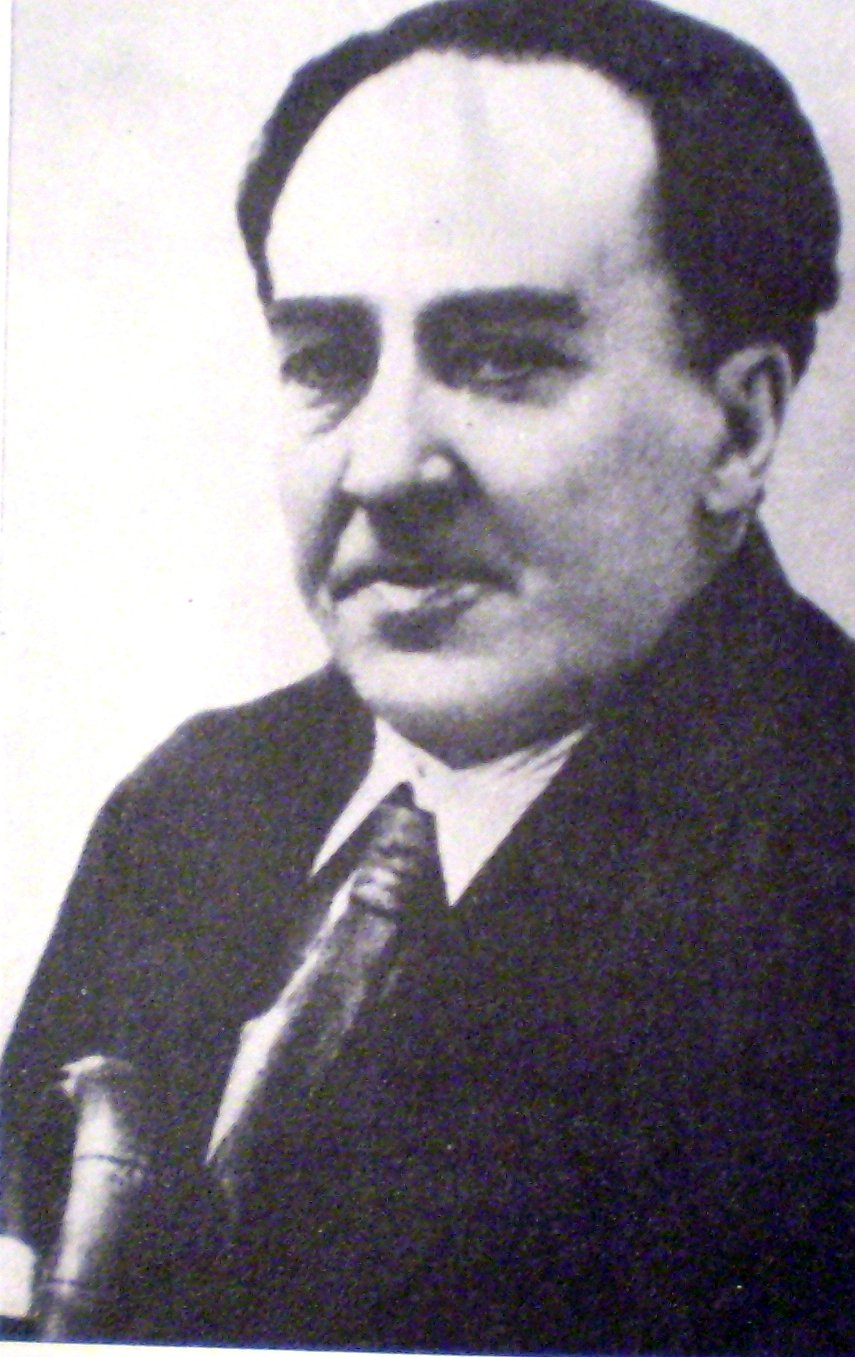
Antonio Machado

Antonio Machado, voluit Antonio Cipriano José María Machado Ruiz (Sevilla, 26 juli 1875 – Collioure, Zuid-Frankrijk, 22 februari 1939) was een Spaans schrijver en dichter.

## Leven
Machado werd geboren in een traditioneel en welgesteld milieu. Zijn vader was een bekend folklorist. Hij studeerde literatuur aan de ‘Institución Libre de Enseñanza’ te Sevilla en vertrok daarna met zijn broer Manuel naar Parijs, waar hij filosofie en Franse literatuur studeerde. In die periode begon hij ook met het schrijven van gedichten.
In 1907 keerde Machado terug naar Spanje en werd leraar Frans te Soria. Daar huwde hij in 1909 de 14-jarige Leonor Izquierdo. Haar dood in 1912 (tuberculose) maakte grote indruk op hem. Hij vertrok naar Baeza in Andalusië en richtte zich lange tijd vol op het schrijven, deels samen met zijn broer. Om in zijn levensonderhoud te voorzien, vatte hij allengs ook het leraarschap weer op.
In de aanloop naar de Spaanse Burgeroorlog koos Machado de zijde van de Republikeinen. Tijdens de burgeroorlog zelf verbleef hij in Madrid. Zijn geliefde broer Manuel verdween uiteindelijk in de strijd en zelf werd hij met zijn oude moeder eerst geëvacueerd naar Barcelona, om na de nederlaag van de Republikeinen met haar de Franse grens over te trekken. Enkele dagen nadien stierven zij beiden.

## Werk
Machado geldt als een belangrijk vertegenwoordiger van de ‘Generatie van '98’. In zijn eerste bundels, Soledades (1903-1907), zet hij zich af tegen het heersende estheticisme, in een voor hem kenmerkende minimalistische stijl. Zijn bekendste bundel is Campos de Castilla (1912), over het land en zijn bewoners, die innig met elkaar verbonden zijn. Het is een lyrische visie op Castilië op basis van eigen ervaringen. Sociaal onrecht maakt de boer in Machado's ogen zwijgzaam, jaloers en zelfs misdadig, zoals het land droog en onbetrouwbaar is, maar ook zijn goede kanten toont.
Machado's bundel Nuevas canciones (1924) bevat vooral liederen. Zijn laatste boek La guerra (1937) toont veel droefheid over het lijden in de Spaanse Burgeroorlog.